# Первое Мая (Ивановская область)
Пе́рвое Мая — деревня в Фурмановском районе Ивановской области. Входит в состав Широковского сельского поселения.

## География
Деревня находится в северо-западной части Ивановской области, на расстоянии менее 1 км (по прямой) к югу от города Фурманов, административного центра района. Окружена территорией заброшенных садоводческих товариществ недалеко от берега местного небольшого водохранилища на реке Поварня.

### Часовой пояс
Деревня Первое Мая, как и вся Ивановская область, находится в часовой зоне МСК (московское время). Смещение применяемого времени относительно UTC составляет +3:00.

## Население
| 2010 |
| ---- |
| 0    |

### Национальный состав
Согласно результатам переписи 2002 года, в деревне проживал один житель русской национальности.